# Blaise de Vigenère
Blaise de Vigenère (* 15. April 1523 in Saint-Pourçain; † 19. Februar 1596) war ein französischer Diplomat und Kryptograf.

## Lebenslauf

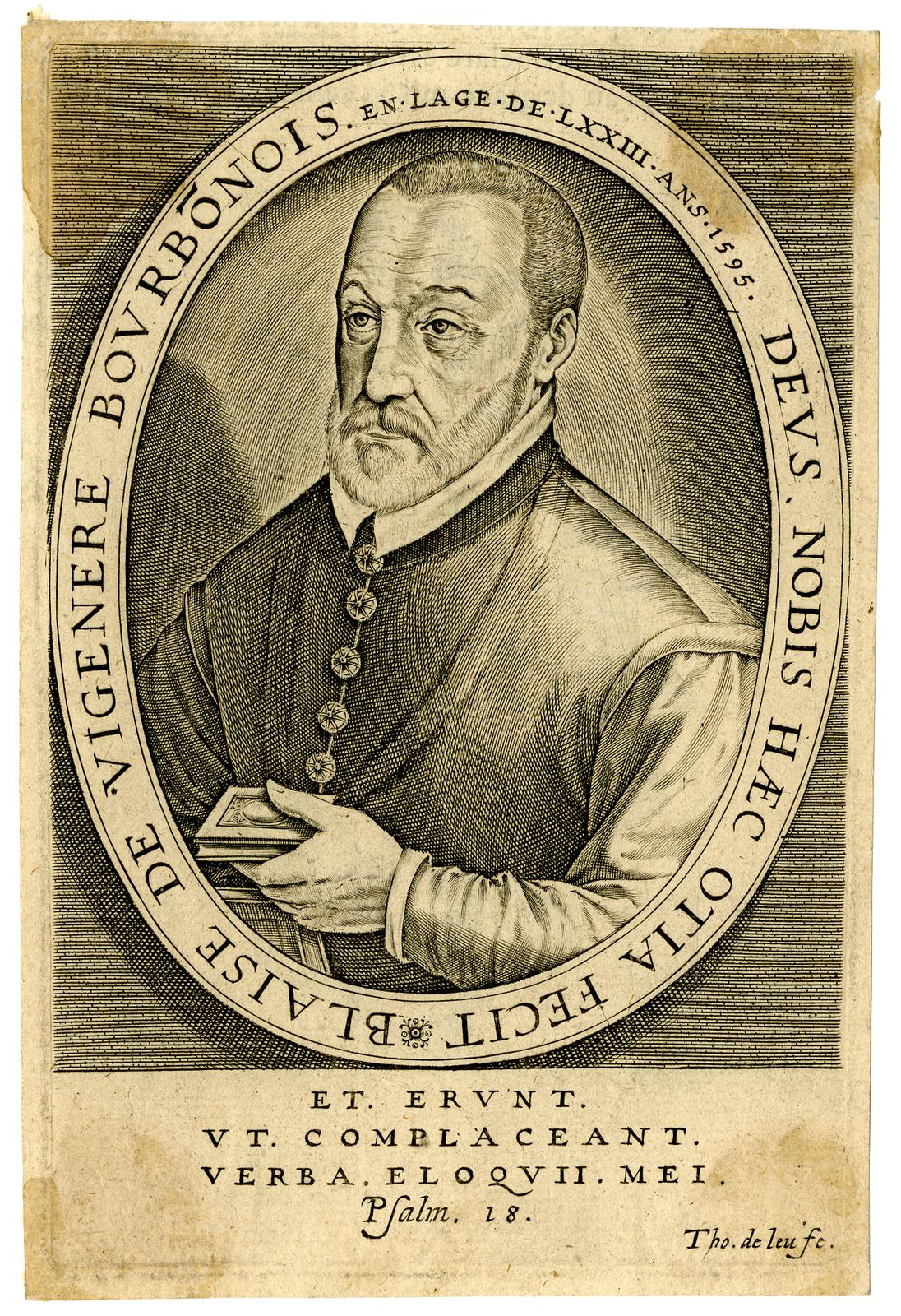
Blaise de Vigenère

Mit 24 Jahren arbeitete er als Sekretär für den Herzog von Nevers. Nachdem dieser gestorben war, wurde Vigenère 1549 von einem Gericht beauftragt, für zwei Jahre nach Rom zu gehen, um dort diplomatische Aufgaben zu erfüllen. Dort kam er erstmals mit Kryptologie in Kontakt.
1570 schied er aus dem diplomatischen Dienst aus und widmete sich nach Heirat mit Marie Varé dem Schreiben und der Kryptologie.
Er verfasste mehr als 20 Bücher, wovon sein Traicté des cometes (1578) und Traicté des chiffres (1586/87) die bekanntesten sind. Basierend auf den Ideen des Benediktinermönches Johannes Trithemius (1462–1516) beschrieb er im letztgenannten Werk unter anderem die nach ihm benannte Vigenère-Verschlüsselung. Diese galt lange Zeit als unbrechbar, und erst um 1850, fast 300 Jahre nach Vigenère, konnte Charles Babbage Vigenère-Chiffrierungen systematisch entziffern. Schließlich veröffentlichte Friedrich Wilhelm Kasiski 1863 ein nach ihm benanntes Verfahren für die Bestimmung der Schlüsselwortlänge und Entzifferung des Algorithmus.
Weniger bekannt ist die Autokey-Vigenère-Verschlüsselung, die im Vergleich zur Vigenère-Chiffrierung deutlich schwieriger zu entziffern ist.

## Werke
- Les chroniques & annales de Poloigne. Paris 1573 (Digitalisat)
- La description du royaume de Poloigne, et pays adiacens: avec les statuts, constitutions, mœurs, & façons de faire d'iceux. Paris 1573 (Digitalisat)
- La somptueuse et magnifique entree du tres-chrestien roy Henry III. de ce nom, roy de France & de Pologne, grand duc de Lithuanie, &c. En la cité de Mantoüe, avec les portraicts des choses les plus exquises. Paris 1576 (Digitalisat)
- (Übs.) Les commentaires de Cesar, des guerres de la Gaule. Paris 1576 (Digitalisat) – weitere Ausgaben: Paris 1589 (Digitalisat), Paris 1625 (Digitalisat)
- Traicté des cometes, ou estoilles chevelues, apparoissantes extraordinairement au ciel: Avec leurs causes & effects. Paris 1578 (Digitalisat)
- Les decades, qui se trouvent, de Tite-Live, mises en langue francoise. Paris 1583 (Digitalisat), Paris 1606 (Digitalisat Bd. 1, Digitalisat Bd. 2), Paris 1617 (Digitalisat Bd. 1, Digitalisat Bd. 2) – den Ausgaben von 1606 und 1617 ist ein Porträt von Vigenère beigegeben
- Histoire de Geoffroy de Villehardouin, sur la conqueste de Constantinople, en 1204. Paris 1585 (Digitalisat)
- Traicté des chiffres, ou secretes manieres d'escrire. Paris 1586/87 (Digitalisat mit Angabe 1586 auf dem Titelblatt [Exemplar BnF, RES M-V-348 mit den seltenen Ergänzungsseiten zur japanischen Schrift, die sonst erst später durch Claude Durets Thrésor verfügbarer wurden], Digitalisat mit Angabe 1587)
- Traicté de la penitence, et de ses parties. Paris 1587 (Digitalisat)
- Le psaultier de David torné en prose mesuree, ou vers libres. Paris 1588 (Digitalisat)
- (Übs.) Les images ou tableaux de platte peinture de Philostrate Lemnien sophiste grec. Paris 1597 (Digitalisat)
- (Übs.) La Hierusalem du seigneur Torquato Tasso. Paris 1610 (Digitalisat)
- Traicté du feu et du sel. Excellent et rare opuscule du sieur Blaise de Vigenère, Bourbonnois, trouvé parmy ses papiers apres son decés. Paris 1618 (Digitalisat) – weitere Ausgaben: Paris 1622 (Digitalisat), Rouen 1642 (Digitalisat); engl. Übs.: A discourse of fire and salt. London 1649 (Digitalisat)

| Personendaten    | Personendaten                         |
| ---------------- | ------------------------------------- |
| NAME             | Vigenère, Blaise de                   |
| KURZBESCHREIBUNG | französischer Diplomat und Kryptograf |
| GEBURTSDATUM     | 15. April 1523                        |
| GEBURTSORT       | Saint-Pourçain                        |
| STERBEDATUM      | 19. Februar 1596                      |